# يان والاس (فنان)
يان والاس (بالإنجليزية: Ian Russell Wallace)‏ (و. 1946 – 2007 م) هو طبال، ومغني إنجليزي، ولد في إنجلترا، يستخدم آلات طقم طبول، توفي في لوس أنجلوس، عن عمر يناهز 61 عاماً، بسبب سرطان المريء.

## التعليم
تعلم في Bury Grammar School ‏.

## جوائز
حصل على جوائز منها:
- جائزة مولسون  [لغات أخرى]‏.

## روابط خارجية
- يان والاس على موقع ميوزك برينز (الإنجليزية)
- يان والاس على موقع إن إن دي بي (الإنجليزية)
- يان والاس على موقع أول ميوزيك (الإنجليزية)
- يان والاس على موقع ديسكوغز (الإنجليزية)